# Anthony Reid (pilote automobile)
Pour les articles homonymes, voir Anthony Reid et Reid.
Anthony Reid (né le 17 mai 1959 à Glasgow, en Écosse) est un pilote britannique.

## Carrière professionnelle

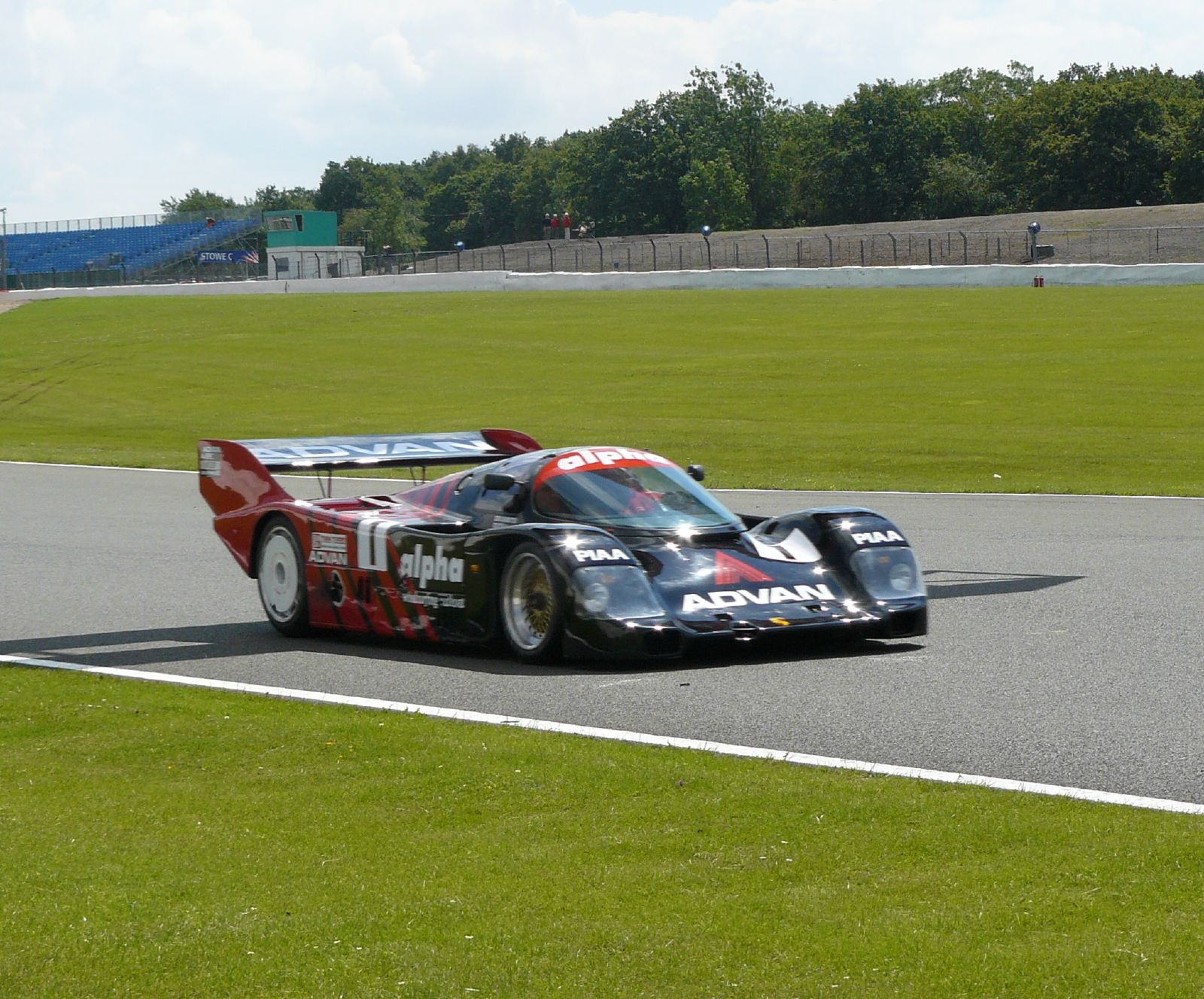
Anthony Reid au volant d'une Porsche Alpha Racing à Silverstone

### Ses débuts dans la compétition automobile
Anthony Reid fait ses débuts dans la compétition automobile dès 1985 en Formule 3 britannique avec Madgwick Motorsport. Il finira 3e de ce championnat en 1989 Ensuite, il participera au Championnat du Japon de Formule 3 qu'il remportera en 1992.
Il a ensuite passé des essais pour Jordan Grand Prix qu'il ne pourra pas intégrer car il ne réussira pas à lever des fonds de parrainage.

### Le Mans
En 1990, Reid participera aux 24 Heures du Mans pour l'écurie Porsche où il conduira l'Alpha Racing 962C dans le groupe C1. Il finira la course en 3e position.
Il participera également à cette épreuve en 1991 où il conduira une Porsche 962C pour Konrad Motorsport dans le groupe C2. Il finira la course en 28e position.

### Voitures de tourisme

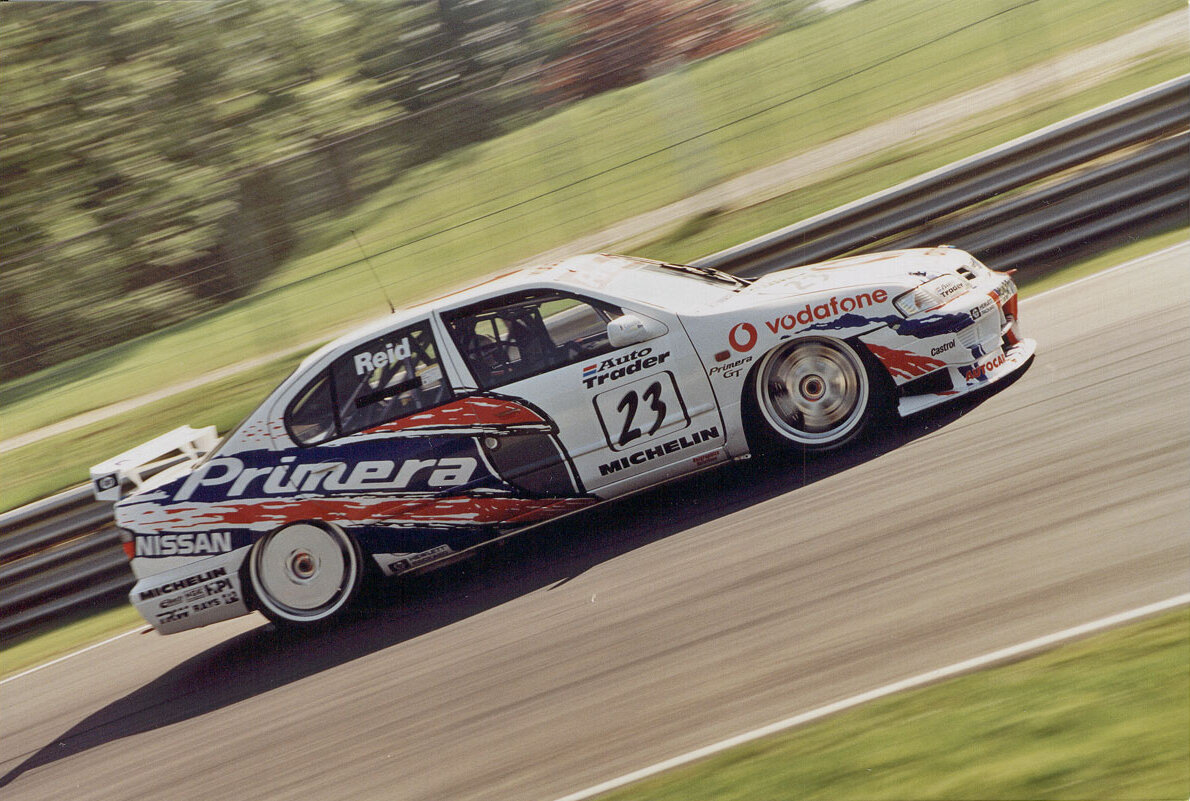
Anthony Reid au volant d'une Nissan Primera à Brands Hatch au BTCC de 1998

Reid fait ses débuts dans la compétition de voitures de tourisme dans le championnat japonais de voitures de tourisme en 1992 au volant d'une BMW M3. En 1994, il concourra à bord d'une Vauxhall Cavalier, et pilotera une Opel Vectra l'année suivante.
En 1996, il quitte l'Asie et participe à la Super Tourenwagen Cup.
En 1997, il retourne au Royaume-Uni et participe au championnat britannique des voitures de tourisme au volant d'une Nissan Primera avec laquelle il remportera une course. L'année suivante, à bord de cette même voiture qui aura connu quelques modifications, il terminera 2e du championnat avec 7 victoires et 11 pole positions.
En 1999, il intègre l'écurie Ford, et se fera remarquer par une deuxième place au championnat en 2000 au sein de cette écurie.
Il change de nouveau d'écurie en 2001 et intègre MG. Il terminera le championnat 2002 par une nouvelle seconde place au championnat pilotes.
Quelques années plus tard, il part en Argentine disputer le TC2000, le championnat de supertourisme local à bord d'une Honda Civic.
Il remportera les 200 km de Buenos Aires en 2008 avec José María López.

## Palmarès
- 1989 : Troisième place au British Formula Vauxhall Lotus Championship avec 1 victoire, 1 pole position et un record du tour
- 1990 : Troisième place aux 24 Heures du Mans
- 1991 : Vingt-huitième place aux 24 Heures du Mans
- 1992 : Champion du Championnat du Japon de Formule 3 avec 5 victoires, 3 pole position et 2 records du tour
- 1993 : 4 victoires et 4 pole position au Championnat du Japon de Formule 3 ; Troisième place au championnat japonais de voitures de tourisme
- 1994 : 4 victoires et 4 pole position au championnat japonais de voitures de tourisme ; 1 victoire et 3 pole position au championnat GT japonais
- 1995 : 3 victoires et 2 pole position au championnat japonais de voitures de tourisme
- 1996 : Vainqueur du Fuji Speedway Intertec
- 1997 : 1 victoire et 1 pole position au championnat britannique des voitures de tourisme
- 1998 : Deuxième place au championnat britannique des voitures de tourisme avec 7 victoires et 11 pole position
- 2000 : Deuxième place au championnat britannique des voitures de tourisme avec 2 victoires et 2 pole position
- 2002 : Quatrième place au championnat britannique des voitures de tourisme avec 1 victoires et 2 pole position
- 2008 : Vainqueur des 200 km de Buenos Aires avec José María López

### Résultats en BTCC
| Année | Écurie | Voiture           | Départs | Victoires | Podiums | Points | Classement |
| ----- | ------ | ----------------- | ------- | --------- | ------- | ------ | ---------- |
| 1997  | Nissan | Nissan Primera GT | 24      | 0         | 2       | 56     | 11e        |
| 1998  | Nissan | Nissan Primera GT | 26      | 7         | 15      | 239    | 2e         |
| 1999  | Ford   | Ford Mondeo       | 26      | 0         | 2       | 78     | 12e        |
| 2000  | Ford   | Ford Mondeo       | 24      | 2         | 12      | 193    | 2e         |
| 2001  | MG     | MG ZS             | 6       | 1         | 1       | 0      | -†         |
| 2002  | MG     | MG ZS             | 20      | 1         | 6       | 136    | 4e         |
| 2003  | MG     | MG ZS             | 20      | 1         | 3       | 121    | 6e         |
| 2004  | MG     | MG ZS             | 30      | 3         | 9       | 213    | 4e         |
| 2009  | BMW    | BMW 320si         | 9       | 0         | 0       | 5      | 20e        |
|       | Total  |                   | 185     | 15        | 50      | 1041   | 0 titre    |

† Non éligible aux points